# Yeat
Yeat, właśc. Noah Oliver Smith (ur. 26 lutego 2000) – amerykański raper pochodzenia meksykańsko–rumuńskiego. W 2022 roku jego album 2 Alivë uplasował się na 4. miejscu jednego z notowań Billboard 200.